# تريفين جايلز
تريفين ديواين جايلز (بالإنجليزية: Trevin Dewayne Giles؛ مواليد 6 أغسطس 1992) هو مُقاتل فنون قتالية مختلطة أمريكي.

## وصلات خارجية
- تريفين جايلز على موقع يو إف سي (الإنجليزية)
- تريفين جايلز على موقع شيردوغ (الإنجليزية)
- تريفين جايلز على موقع Tapology.com (الإنجليزية)
- تريفين جايلز على موقع فايت ماتريكس (الإنجليزية)